# Ащисай (Єнбекшиказахський район)
Ащиса́й (каз. Ащысай) — село у складі Єнбекшиказахського району Алматинської області Казахстану. Входить до складу Каратурицького сільського округу.
У радянські часи село було частиною села Каратурик.
Населення — 3434 особи (2021; 3526 у 2009, 3761 у 1999, 3416 у 1989).